# Mévoisins
Mévoisins é uma comuna francesa na região administrativa do Centro, no departamento Eure-et-Loir. Estende-se por uma área de 4,26 km². Em 2010 a comuna tinha 636 habitantes (densidade: 149,3 hab./km²).